# Okondja
Okondja ist eine Kommune und Hauptstadt des gabunischen Departement Sebe-Brikolo innerhalb der Provinz Haut-Ogooué im Osten des Landes. Mit Stand von 2013 wurde die Einwohnerzahl auf 10.785 bemessen. Damit gehört die Stadt zu einer der bevölkerungsreichsten des Landes. Sie liegt auf einer Höhe von 362 Metern entlang der Straße N15 und besitzt zudem einen eigenen Flughafen. Es ist bekannt, dass es im Gebiet der Ansiedlung größere Mangan-Reserven gibt.

## Söhne und Töchter der Stadt
- Paul Toungui (* 1950), gabunischer Politiker und ehemaliger Minister
- Mathias Otounga Ossibadjouo (* 1960), gabunischer Politiker und Minister